# Francis Chullikatt
Francis Assisi Chullikatt JCD (20 de março de 1953) é um prelado da Igreja Católica de origem indiana. É Núncio Apostólico na Bósnia e Herzegovina e Montenegro desde 1º de outubro de 2022. Foi Observador Permanente da Santa Sé junto às Nações Unidas de 17 de julho de 2010 a 1º de julho de 2014. Anteriormente, serviu como Núncio Apostólico no Iraque e na Jordânia, e no Cazaquistão, Tadjiquistão e Quirguistão de 30 de abril de 2016 a 1º de outubro de 2022.

## Primeiros anos
Chullikatt nasceu em 1953 em Bolghatty, Cochim, Índia. Foi incardinado na diocese de Verapoly, onde foi ordenado sacerdote em 3 de junho de 1978. Ele continuou seus estudos e recebeu um doutorado em direito canônico. Ele fala inglês, italiano, francês e espanhol. Ingressou no serviço diplomático da Santa Sé em 15 de julho de 1988. Serviu nas representações papais em Honduras, em vários países da África Austral, nas Filipinas, nas Nações Unidas em Nova York de 2000 a 2004, onde atuou como Conselheiro na Missão da Santa Sé junto às Nações Unidas e, finalmente, na Secretaria de Estado do Vaticano.

## Núncio no Iraque e Jordânia
Foi nomeado Núncio Apostólico no Iraque e Jordânia e Arcebispo Titular de Ostra em 29 de abril de 2006 pelo Papa Bento XVI,   tendo servido como conselheiro da nunciatura. Ele tomou Fidei in Virtute ou "Pelo poder da fé" como seu lema episcopal.
Em fevereiro de 2010, Chullikatt disse que os cristãos têm sido frequentemente alvos, e especialmente os cristãos de Mosul “pagaram um alto preço, apesar de sua vida pacífica unanimemente reconhecida”. Ele continuou dizendo: "Tem-se a impressão de que a razão para atacar essas minorias é estritamente e apenas sua fé religiosa ou sua pertença étnica diferente", continua a nota de nunciatura. “Muitos cristãos vivem com medo de permanecer no território que os vê presentes há 2.000 anos. A declaração afirma que "é necessária uma ajuda urgente: especialmente necessária é que a pressão da opinião mundial não caia, para que toda a violência e discriminação acabe imediatamente". A declaração sugere que o futuro das minorias depende da atenção internacional. "Além disso, espera-se que as autoridades locais não deixem de tentar qualquer coisa para garantir aos indefesos toda a proteção a que têm direito, justamente em virtude de sua cidadania iraquiana, que nunca traíram", continua. “Os cristãos pedem que possam viver sua vida com tranquilidade e professar sua fé com total segurança, condição básica de toda civilização”. 
Em março de 2010, Chullikatt disse que “qualquer tentativa de diminuir a presença cristã ou pior, destruir a presença cristã no Iraque significaria destruir a história da nação iraquiana”. Ele observou que todas as igrejas cristãs e líderes cristãos do país estão envolvidos no diálogo inter-religioso e estão em contato constante com líderes muçulmanos. Chullikatt disse que a solidariedade internacional é crucial para a sobrevivência das minorias do Iraque, "especialmente os cristãos que estão mais expostos ao tipo de violência que está ocorrendo agora, particularmente em Mossul". 
Em julho de 2011, em um discurso em Kansas City sobre o desarmamento nuclear, ele disse: "A simples verdade sobre o uso de armas nucleares é que, sendo armas de destruição em massa, elas não podem cumprir as regras fundamentais do direito humanitário internacional que proíbem a aplicação de armas indiscriminadas e dano desproporcional. Tampouco seu uso pode atender aos padrões rigorosos da avaliação moral dos princípios da Guerra Justa sobre o uso da força.... Visto de uma perspectiva legal, política, de segurança e, acima de tudo, moral, não há justificativa para a manutenção contínua de armas nucleares". 

## Observador Permanente da Santa Sé junto às Nações Unidas
Chullikatt foi nomeado Observador Permanente da Santa Sé nas Nações Unidas pelo Papa Bento XVI em 17 de julho de 2010,  o primeiro não italiano a ocupar o cargo.  Também foi nomeado Observador Permanente da Santa Sé junto à Organização dos Estados Americanos. 
Em novembro de 2012, Chullikatt deu as boas-vindas ao voto da Assembleia Geral que deu a aprovação majoritária à Palestina tornando-se um Estado Observador Não Membro das Nações Unidas.  Em janeiro de 2014, Chullikatt falou perante o Subcomitê de Relações Exteriores da Câmara dos Estados Unidos sobre África, Saúde Global, Direitos Humanos Globais e Organizações Internacionais.  Em abril, Chullikatt elogiou o plano da ONU para erradicar a pobreza, enfatizando a importância da família no incentivo ao desenvolvimento e no combate à pobreza. Ao erradicar a pobreza, "não precisamos reinventar a roda", disse Chullikatt em comunicado de 31 de março. "Definir uma agenda de desenvolvimento para os próximos 15 anos é um gesto poderoso de solidariedade intergeracional. O futuro que queremos torna-se, então, o futuro que queremos para nossos filhos e para os filhos de nossos filhos." 
Em 1 de julho de 2014, Chullikatt renunciou ao cargo na ONU sem receber outra atribuição. Passou um semestre como membro da Harvard Divinity School. 

## Tarefas posteriores
Foi nomeado Núncio Apostólico no Cazaquistão e Tajiquistão em 30 de abril de 2016.  Ele foi feito núncio no Quirguistão também em 24 de junho de 2016. 